# Шаритон (Ајова)
Шаритон (енгл. Chariton) град је у америчкој савезној држави Ајова. По попису становништва из 2010. у њему је живело 4.321 становника.

## Демографија
Према попису становништва из 2010. у граду је живело 4.321 становника, што је -252 (-5.5%) становника више него 2000. године.
| Група             | 2000.         | 2010.         |
| Белци             | 4.499 (98,4%) | 4.226 (97,8%) |
| Афроамериканци    | 7 (0,2%)      | 7 (0,2%)      |
| Азијати           | 7 (0,2%)      | 9 (0,2%)      |
| Хиспаноамериканци | 40 (0,9%)     | 50 (1,2%)     |
| Укупно            | 4.573         | 4.321         |